# Anolis binotatus
Anolis binotatus (двоплямистий аноліс) — вид ігуаноподібних ящірок родини анолісових (Dactyloidae). Мешкає в Еквадорі і Колумбії.

## Поширення і екологія
Двоплямисті аноліси поширені на заході Еквадору та на південному заході Колумбії. Вони живуть в сухих рівнинних тропічних лісах та у вологих тропічних лісах в передгір'ях Анд.